# Charles Bacon

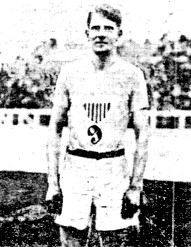
Charles Bacon v roce 1909

Charles Joseph Bacon, Jr. (9. ledna 1885 Brooklyn, New York – 15. listopadu 1968 Fort Lauderdale, Florida) byl americký atlet, běžec, olympijský vítěz v běhu na 400 metrů překážek z roku 1908.

## Život
Na olympiádě v roce 1904 startoval v běhu na 1500 metrů, ve finále doběhl devátý. O čtyři roky později, několik týdnů před olympiádou v Londýně vytvořil neoficiální světový rekord v běhu na 400 metrů překážek časem 55,8. V olympijském finále této disciplíny běžel až do poslední překážky v čele spolu s obhájcem titulu Harry Hillmanem. V posledních metrech ho předběhl a zvítězil v čase 55,0, který se stal prvním oficiálním světovým rekordem na 400 metrů překážek.